# Rainer Bayreuther
Rainer Bayreuther (* 1967 in Esslingen) ist ein deutscher Musikphilosoph und protestantischer Theologe.

## Leben
Rainer Bayreuther studierte Musikwissenschaft, Philosophie und evangelische Theologie an der Ruprecht-Karls-Universität Heidelberg. Nach Promotion in Heidelberg und Habilitation an der Martin-Luther-Universität Halle-Wittenberg vertrat er ab 2005 mehrere Professuren, u. a. an den Universitäten Freiburg im Breisgau, Göttingen, Frankfurt am Main und Trossingen. 2008/09 war er Fellow am Alfried Krupp Wissenschaftskolleg Greifswald. 2015/16 hatte er eine Gastprofessur am Institute for Culture and Aesthetics of Digital Media der Leuphana Universität Lüneburg inne. Seit 2001 ist er Lehrbeauftragter für Musikgeschichte an der Hochschule für evangelische Kirchenmusik Bayreuth. Von 2016 bis 2020 war er Präsident der Gesellschaft für Musikgeschichte in Baden-Württemberg, seit 2020 ist er deren Vizepräsident.

## Forschung
Bayreuthers Forschungsgebiet ist die Ontologie von Musik und Sound. Im Mittelpunkt steht seine Theorie von Klängen als Ereignissen. Er vertritt dabei eine physikalistische und universalienrealistische Position, inspiriert von David Malet Armstrong, Martin Heidegger und Friedrich A. Kittler. Auf dieser Grundlage (Was sind Sounds?, 2019) erforscht er die Rolle von Musik und Klang in religiösen, politischen und pädagogischen Situationen. Daneben ist er als Kurator von Ausstellungen, Multimediaprojekten und der Konzertreihe musikschätze bw tätig.

## Schriften (Auswahl)
- Richard Strauss’ Alpensinfonie. Entstehung, Analyse und Interpretation. Georg Olms Verlag, Hildesheim 1997, ISBN 978-3-487-10261-0 (Dissertation)
- Das platonistische Paradigma. Untersuchungen zur Rationalität der Musik vom 12. bis zum 16. Jahrhundert. Rombach Verlag, Freiburg i.Br. 2008, ISBN 978-3-7930-9549-1
- Was ist religiöse Musik?. Wissenschaftlicher Verlag Dr. Bachmann, Badenweiler 2010, ISBN 978-3-940523-09-9
- Musik und kulturelle Identität. 3 Bände, hrsg. von Detlev Altenburg und Rainer Bayreuther, Bärenreiter Verlag, Kassel 2012, ISBN 978-3-7618-1837-4
- „Für Wirtemberger und andere biedere Schwaben“. Johann Friedrich Christmanns Vaterlandslieder (1795) in ihrer Zeit. Mit einer Faksimile-Edition, von Bockel Verlag, Neumünster 2017, ISBN 978-3-95675-014-4 (gemeinsam mit Joachim Kremer)
- Was sind Sounds? Eine Ontologie des Klangs. transcript Verlag, Bielefeld 2019, ISBN 978-3-8376-4707-5[7]
- Der Sound Gottes. Kirchenmusik neu denken. Claudius Verlag, München 2021, ISBN 978-3-532-62859-1[8]
- Der digitale Gott. Glauben unter technologischen Bedingungen. Claudius Verlag, München 2023, ISBN 978-3-532-62877-5[9]